# Dranem
Pour les articles homonymes, voir Ménard.
Armand Ménard, dit Dranem (anacyclique de son nom), est un chanteur et fantaisiste français, né le 23 mai 1869 rue du Château-Landon dans le 10e arrondissement de Paris et mort le 13 octobre 1935 à la clinique de l'Alma dans le 7e arrondissement de Paris.
Son répertoire de chansons à l'humour incongru et souvent scabreux a fait de lui une vedette singulière et très populaire du café-concert.

## Biographie

### Des débuts difficiles
Fils d'un artisan-joaillier, il est très tôt attiré par le café-concert. En septembre 1890, il se lance sur les planches d'une société d'amateurs de son quartier, « La Verrerie ». Après son service militaire, il devient commis chez un marchand de bretelles, puis vendeur d'instruments orthopédiques. Le soir, il va écouter les vedettes du caf'conc' : Mayol, Kam-Hill, Ouvrard, Libert, Polin, tout en continuant de se produire à La Verrerie. Il décide de se trouver un nom de scène et inverse le sien : Ménard devient ainsi Dranem. Il se marie en 1891 avec L. Isemberg. Henri Moreau, un auteur dramatique client du kiosque à journaux que tient la mère de Ménard, le recommande à Georges Corrard, dit « Dorfeuil », directeur de La Gaîté Montparnasse. L'audition est un échec.[réf. nécessaire]
Après s'être heurté pendant trois ans à des refus de la part des cafés-concerts, Dranem est engagé pour quinze jours à l'Electric-Concert du Champ de Mars comme comique troupier « genre Polin ». Il y débute le 24 mars 1894 mais ne convainc guère et voit son cachet réduit après deux jours[réf. souhaitée],. En juillet de la même année, il devient permanent au Concert de L'Époque au 10 du boulevard Beaumarchais et y participe à plusieurs concerts, revues et pièces de théâtre,,. Il y retrouve Dorfeuil qui le met en scène dans Nos Pioupious et finit par l'engager dans un autre des établissements qu'il dirige : Le Concert-parisien au 10 rue de l'Échiquier dans le Paris 10e. Dranem y débute le 28 octobre 1895,. Il se produira pour la fin de saison et la pause estivale au Divan Japonais avant de reprendre la saison suivante au Concert-parisien avec notamment Mayol comme partenaire, Depuis 1895, outre ses permanences, Dranem se produit régulièrement dans plusieurs concerts et spectacles ponctuels et acquiert une certaine reconnaissance de la critique parisienne.

### Le succès

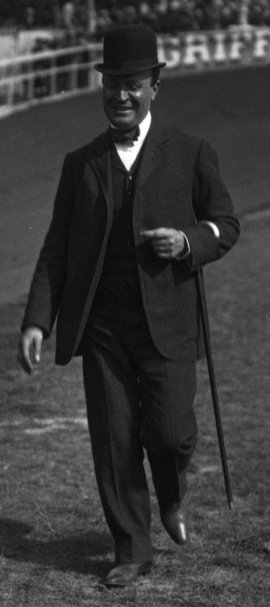
Dranem en 1908.

Un jour de 1896, au Carreau du Temple, il s'achète une petite veste étriquée, un pantalon trop large et trop court, jaune rayé de vert, d'énormes godasses sans lacets et un petit chapeau bizarre. Le soir même, il abandonne son costume de comique troupier et revêt cet étrange accoutrement. Les joues et le nez maquillés de rouge, il entre en scène en courant, comme poursuivi. Il s'arrête devant le trou du souffleur et chante les yeux fermés, qu'il n'ouvre que pour simuler la frayeur de débiter pareilles incongruités. C'est un triomphe. Le genre Dranem est né.
En 1900, il se produit à l'Eldorado, le temple du café-concert. Il y restera plus de vingt ans.
Au lendemain de leur création, tout Paris reprend ses « scies » : Le Fils d'un gniaf, J'ai deux quetschiers dans mon jardin, Les P'tits Pois, Pétronille, tu sens la menthe, Le Trou de mon quai, Les Fruits cuits… Il excelle aussi dans le monologue comique.
Dranem enchaîne tournée sur tournée, en province et à l'étranger. Partout c'est le délire.
En 1905 il enregistre douze phonoscènes réalisées par Alice Guy.
Il fut un des membres fondateurs de l'APGA (association phonique des grands artistes) en 1906.
Les intellectuels ne boudent pas ce favori du public populaire : en 1910, l'exigeant metteur en scène Antoine lui fait jouer Le Médecin malgré lui, de Molière, à l'Odéon. La critique est dithyrambique.
En 1911, il fonde la maison de retraite de Ris-Orangis par la création d'une fondation pour les anciens du spectacle dans le château de Ris ; elle est inaugurée par le président Armand Fallières.
Pendant la Première Guerre mondiale, il chante dans les hôpitaux et  fait ses adieux au tour de chant à l'Eldorado le 23 octobre 1919.
Il partage l'affiche avec Maurice Chevalier dans Là-Haut et brille dans de nombreuses comédies musicales écrites par Albert Willemetz.
Dranem fait aussi beaucoup de radio. Dans une de ses émissions, en chef de cuisine, il aura pour marmitons les duettistes Charles et Johnny.
Début 1920, la popularité de Dranem est telle que les journaux s'emparent du moindre fait divers le concernant. Pour preuve, celui que constitue la demande faite par son ex-épouse le 1er janvier et rejetée le 14 par le juge aux affaires familiales d'une revalorisation de 500 à 1500Frs de la pension alimentaire que Dranem lui verse, au fondement qu'il vient d'acquérir une nouvelle voiture pour un montant de 75 000 Frs! Il est titré dans la presse et de manière comique Dranem, sa femme et sa voiture à 75000 Frs!, Mme Dranem et la vie chère  ou encore Du danger d'acheter une Auto.
C'est également à cette époque que Dranem symbolise tant l'archétype du pitre qu'il sert d'argument à des chroniques journalistiques diverses dont une d'André Laphin qui le fait l'alter-ego de Bergson alors en poste à la Sorbonne. Elle conduira Georges de la Fouchardière à une réponse envolée à son collègue le 20 janvier dans L'œuvre où le père du Bouif moque la comparaison en la poussant à l'extrême.
Le succès rencontré par Tramel dans Le Crime du Bouif de Georges de La Fouchardière à l'Eldorado puis en tournée depuis février le pousse à produire sa propre tournée de la pièce. La première a lieu le 29 décembre 1921 au Théâtre municipal d'Amiens.
En 1923, Dranem est fait chevalier de la Légion d'honneur et rencontre sa seconde épouse, Suzette O'Nil.
En 1924, il publie un roman, Une riche nature.
Il meurt le 13 octobre 1935, à l'âge de 66 ans, en pleine gloire alors qu'il vient d'être fait officier de la Légion d'honneur. Ultimes volontés : « J'ai toujours fait rigoler mes amis pendant ma vie, je ne veux pas les attrister pendant mes funérailles. » Défense donc de lui rendre visite sur son lit de mort et de suivre ses funérailles.
À sa demande, il est enterré dans le parc de Ris-Orangis, avec son épouse.

## Quelques chansons

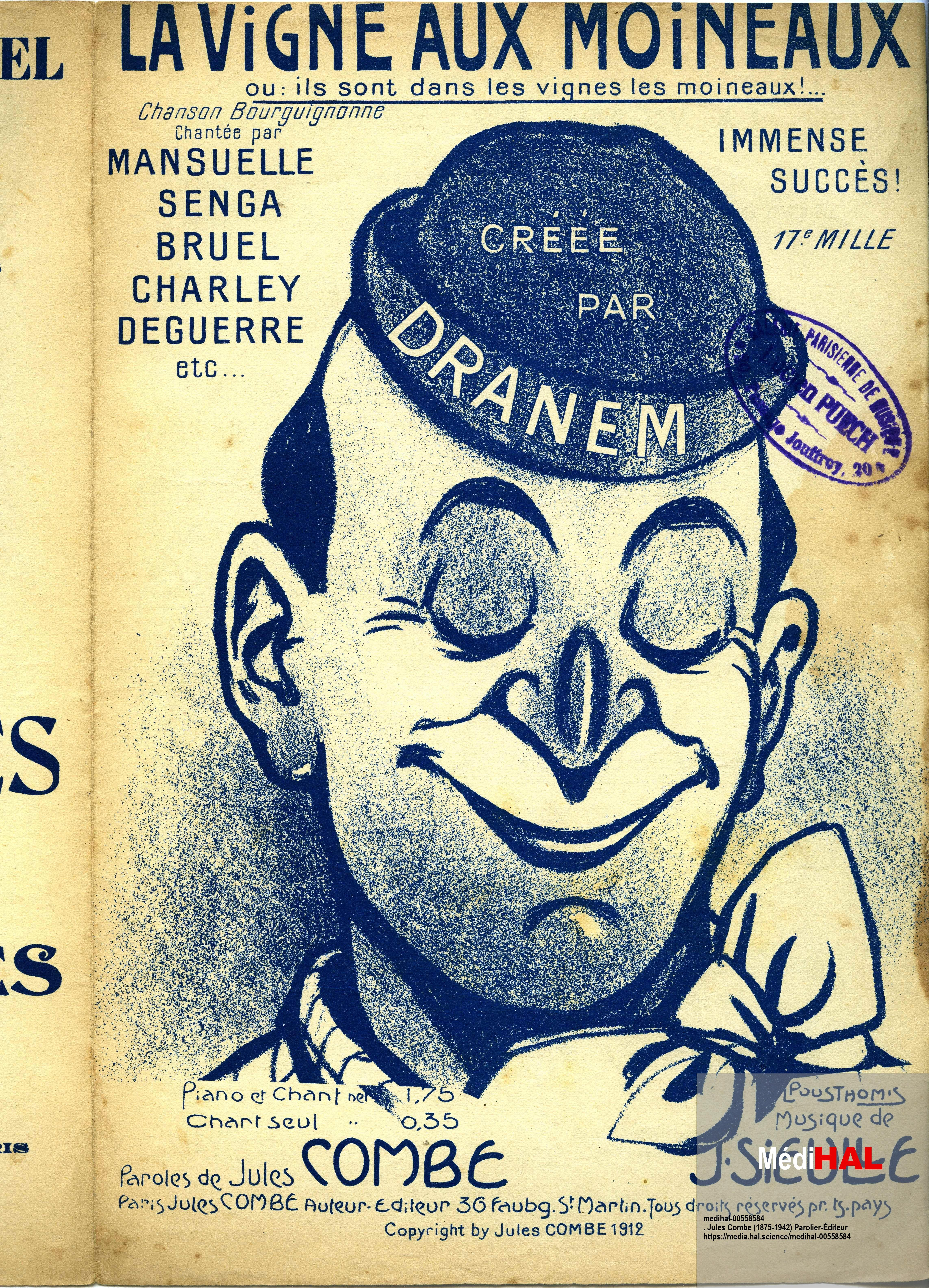
La Vigne aux moineaux.

- Les Petits Pois (son plus grand succès - 25 000 exemplaires vendus en 1904)
- Mon cœur est un compartiment dans l'opérette PLM (1925)
- Le Trou de mon quai (1928)
- La Bourra[12] : idylle auvergnate (1910)
- La Cacahuetera (parodie de La Violetera)
- Pétronille, tu sens la menthe
- La Vigne aux moineaux
- V'l'à l'rétameur !
- La Jambe en bois
- On ne me comprend pas
- Le Plombier rigolo
- Raymonde
- J'en suis un
- La Chanson du doge
- Henri, pourquoi n'aimes-tu pas les femmes (1929)

Sa discographie est abondante, il enregistre chez APGA, Pathé Frères et aussi chez Gramophone. On compte ainsi 94 chansons (soit 47 disques 78 tours) dans le catalogue Pathé 1926. Certains de ses disques Pathé sont des enregistrements effectués chez AGPA entre 1906 et 1909.

## Opérettes
- Flup (1920) de Gaston Dumestre au Ba-Ta-Clan, Flup
- Là-haut (1923) - Rôle : Frisotin
- La Dame en décolleté (1923) - Rôle : Girodo
- En chemyse (1924) - Rôle : Phoebus Lahirette
- Troublez-moi (1924) - Rôle : Monsieur Picotte
- PLM (1925) - Musique : Henri Christiné - Rôle : Le contrôleur
- Trois jeunes filles nues, d'Albert Willemetz (1925) - Rôle : Hégésippe
- Le Diable à Paris (1927) - Rôle : Le diable
- Mai 1929 : Vive Leroy opérette d'Henri Géroule et René Pujol, musique Fred Pearly et Pierre Chagnon, mise en scène Harry Baur, théâtre des Capucines : Fabrice
- 1929 : Vous permettez ? revue de Dranem, Moulin de la Chanson
- Louis XIV (1929) - Rôle : Louis
- Bégonia (1930 - Rôle : Saturnin
- Six Filles à marier (1930) - Rôle : Adolphe
- Couss-Couss (1931)
- Encore cinquante centimes (1931) - Rôle : Hercule Boulot, création  au théâtre des Nouveautés[13].
- Il est charmant (1931) - Rôle : Emile Barbarin
- Décembre 1932 : Un soir de réveillon opérette de Paul Armont et Marcel Gerbidon, musique Raoul Moretti, théâtre des Bouffes-Parisiens : Honoré
- Deux Sous de fleurs (1933)
- Les Sœurs Hortensia (1934)
- Tonton (1934) - Rôle : Amboise

## Théâtre
- 1894, Nos Pioupious de Dorfeuil, Guillermaud et Duharnois, au Concert de l'Epoque, octobre
- 1894, La Chaste Suzanne de Fernand Beissier et Henry Cieutat, au Concert de l'Epoque, octobre
- 1894, La Sainte-Eulalie de Fernand Beissier et Henry de Gorsse, au Concert de l'Epoque, novembre
- 1896, La Veuve Pinchon, comédie vaudeville au Concert-Parisien, mars
- 1896, Casque en fer, à La Girondine du Théâtre Saint Paul, Bordeaux, octobre
- 1921, Le Crime du Bouif de Georges de la Fouchardière puis en tournée.

## Filmographie

### Phonoscènes

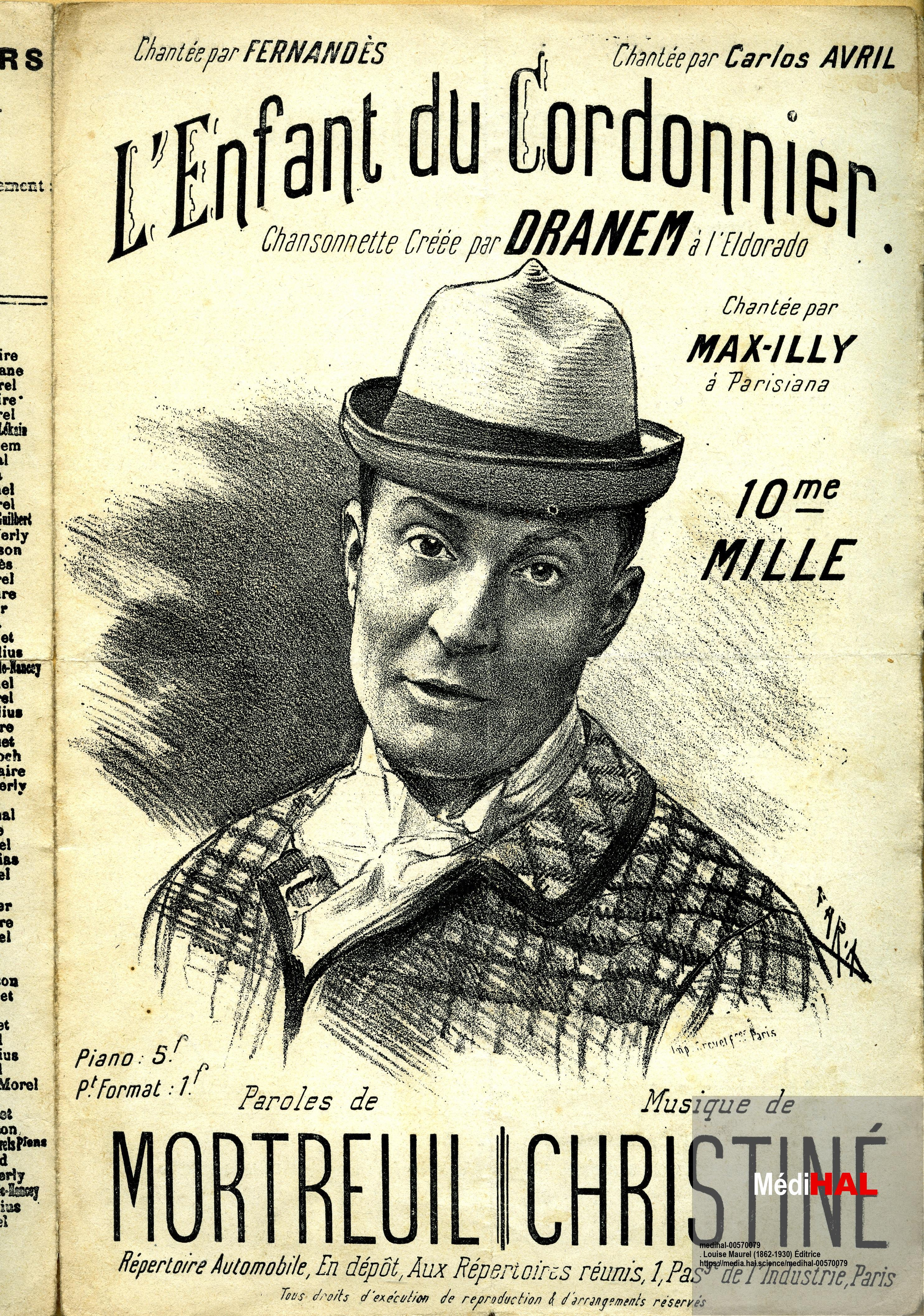
L'Enfant du cordonnier.

- (no 157) Allumeur Marche   (paroles de R. Champigny et Louis Bénech, musique de Désiré Berniaux, ca1907)[14]
- (no 158) Le Trou de mon quai
- (no 159) Valsons
- (no 160) V'la retameur
- (no 161) Les P'tits Pois
- (no 162) L'Enfant du cordonnier
- (no 163) Être légume
- (no 164) Le Cucurbitacée
- (no 165) Le Boléro cosmopolite
- (no 166) Bonsoir, M'sieurs, dames
- (no 167) Le Vrai Jiu-jitsu (paroles de Paul Briollet et Géo Fabri, musique de Charles d'Orvict, 1905)[15]
- (no 168) Five O'Clock Tea d'Alice Guy

### Autres
- 1916 : Dranem amoureux de Cléopâtre, de Roger Lion
- 1929 : J'ai l'noir ou le Suicide de Dranem, de Max de Rieux - L'éleveur d'autruches
- 1932 : Le Beau Rôle, de Roger Capellani (court métrage)
- 1932 : La Poule, de René Guissart - Silvestry, dit La Poule
- 1932 : Monsieur Albert, de Karl Anton
- 1932 : Il est charmant, de Louis Mercanton - Émile Barbarin
- 1932 : Le Roi des palaces, de Carmine Gallone - King Stanislas de Poldavie
- 1932 : Miche, de Jean de Marguenat - Maître Raphaël Demaze
- 1933 : Ah ! Quelle gare !, de René Guissart - Tuvache
- 1933 : Un soir de réveillon, de Karl Anton - Honoré
- 1933 : Ciboulette, de Claude Autant-Lara - Le père Grenu
- 1933 : La Guerre des valses, de Ludwig Berger - Le juge
- 1933 : Champignol malgré lui de Fred Ellis : Chamel
- 1934 : Le Malade imaginaire, de Lucien Jaquelux et Marc Méranda - Argan
- 1934 : Un bon numéro, des pneumatiques Dunlop[Quoi ?], scénario R. Dieudonné avec Suzette O'Nil[16]
- 1935 : Monsieur Sans-Gêne, de Karl Anton - Le souffleur
- 1935 : La Mascotte, de Léon Mathot - Rocco

## Anecdotes
- Dranem avait baptisé son petit chapeau de scène du nom de Poupoute.
- Parmi les admirateurs de Dranem, citons Maurice Chevalier, Jacques Fabbri, Paul Léautaud, André Breton, Raymond Queneau[17], ou Boris Vian. Et il est fort probable que Bourvil, Boby Lapointe et Coluche se soient inspirés de son répertoire et de son personnage.
- Le critique Francisque Sarcey le considérait comme un « idiot de génie ».
- Au plus fort de son succès, Dranem sera beaucoup copié : ses imitateurs s'appellent Bertin, Tinmar, Darier, Bastian ou même Dalila Rives, surnommée « le Dranem féminin ».
- Maurice Chevalier débuta au music-hall en imitant Ouvrard père et Dranem[18].
- Dranem eut tant de succès qu'on a même fait des bonbonnières et des statuettes-souvenirs en régule à son effigie.
- « Comment Dranem peut-il avoir le toupet de débiter devant un public hilare les inepties de son répertoire ? La bêtise volontaire poussée à ce point confine au génie. » Boris Vian
- Dranem est le premier à chanter à la radio une chanson publicitaire pour les Galeries Barbès : La chanson du bonhomme Ambois. Et dans les années 1950, les Galeries Barbès ont continué à en faire leur refrain publicitaire dans leur émission sur Radio Luxembourg, mais sans les paroles de Dranem.

## Iconographie
- Photo de presse de Dranem défilant à la Fête des Caf'conc' (sur Gallica)
- La Bibliothèque nationale de France conserve un Portrait de Dranem, encre de Chine de Marcel Chassard.
- « Portrait de Dranem par Poulbot », Les Hommes du Jour, no 154, 31 décembre 1910.